# Borovo (Croacia)
Borovo es un municipio de Croacia en el condado de Vukovar-Sirmia.

## Geografía
Se encuentra a una altitud de 85 m s. n. m. a 294 km de la capital nacional, Zagreb.

## Demografía
En el censo 2011 el total de población del municipio fue de 5 056 habitantes.
| Gráfica de población de Borovo 1857-2011                            |
|                                                                     |
| Según los censos de población de la oficina estadística de Croacia. |

## Historia
Con anterioridad había sido una región "abandonada", pero Borovo Naselje se construyó por la fábrica Borovo y creció hasta fundirse con Vukovar. Borovo Naselje surgió debido a las productos de goma de la fábrica de la que era propietario Tomáš Baťa antes de la Segunda Guerra Mundial. Toda la población se construyó alrededor de la fábrica para ofrecer alojamiento y otros servicios necesarios a los empleados. Tras la fusión de Borovo Naselje con Vukovar, perdió su nombre y se convirtió en parte de Vukovar, aunque los locales aun la conocen como Borovo naselje. 
En 1991, Borovo fue brevemente noticia debido a la matanza de Borovo Selo.